# Square René-Viviani - Montebello
Square René-Viviani – Montebello je square v Paříži v 5. obvodu. Jeho rozloha je 4265 m2. Rozkládá se jižně od Seiny a severně od kostela Saint-Julien-le-Pauvre na místě bývalých domů nemocnice Hôtel-Dieu na levém břehu.

## Historie
Prostranství bylo vytvořeno v roce 1928 a pojmenováno podle advokáta a politika Reného Vivianiho (1862–1925), který byl na konci 19. století poslancem za 5. obvod a ministrem práce, a dále podle nábřeží Quai de Montebello, podél kterého se nachází.

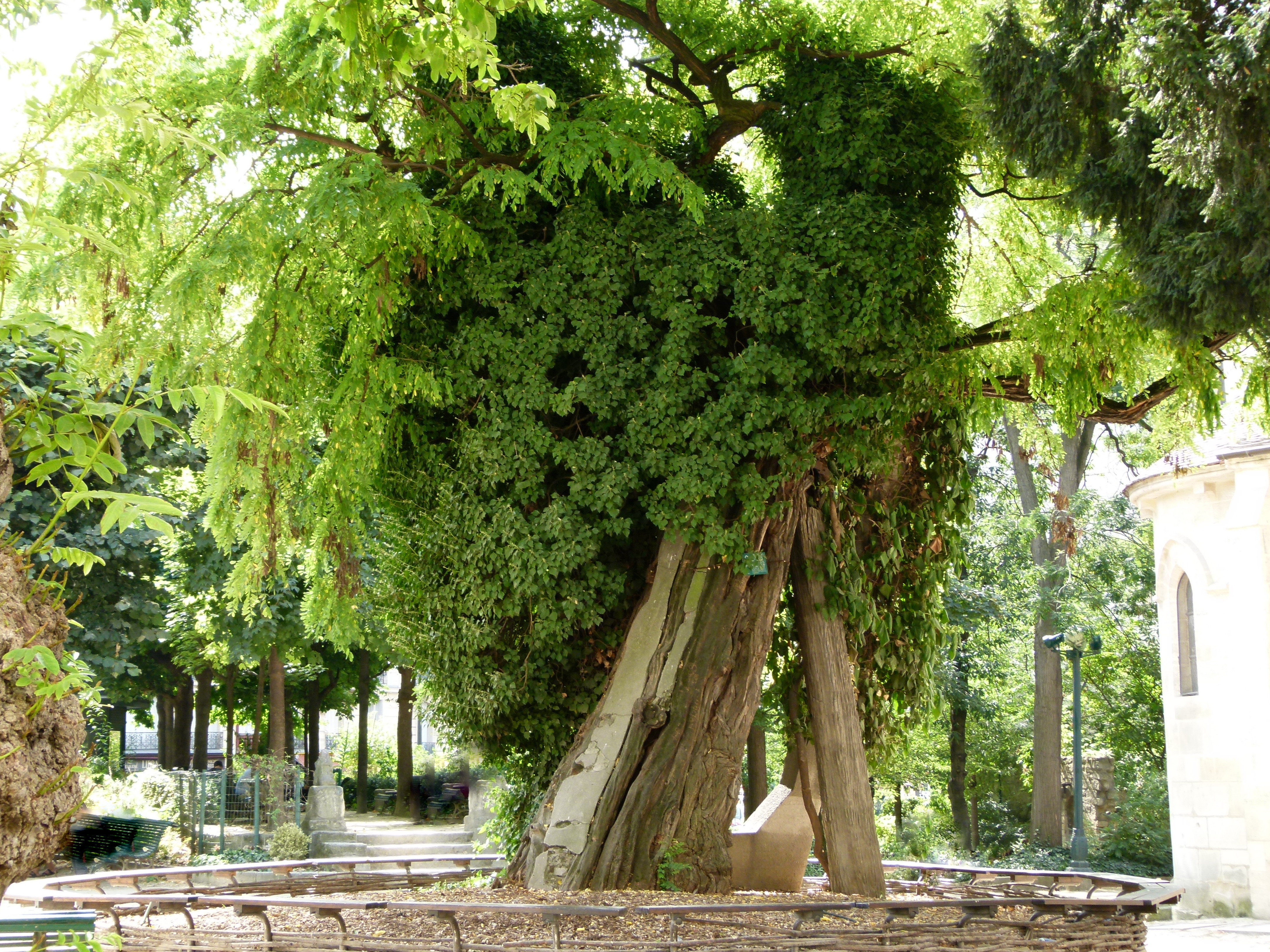
Trnovník

## Pamětihodnosti
Nejvýznamnější pamětihodností na square je trnovník akát (robinia pseudoacacia), který zde v roce 1601 vysadil botanik Jean Robin, který ho dovezl do Francie ze Severní Ameriky. Strom vysoký 11 metrů a s obvodem kmene 3,85 metrů je chráněn jako památný strom a považován za nejstarší strom v Paříži.
Na square se rovněž nachází moderní bronzová fontána, kterou vytvořil sochař Georges Jeanclos (1933–1997), stéla na paměť židovských dětí z 5. obvodu odvlečených na deportace, studna z 12. století a rovněž pozůstatky balustrád, fiál a hlavic sloupů.